# IV Krakowski Batalion Etapowy
IV Krakowski batalion etapowy – oddział wojsk wartowniczych i etapowych w okresie II Rzeczypospolitej pełniący między innymi służbę ochronną na granicy polsko-sowieckiej.

## Formowanie i zmiany organizacyjne
Formowanie batalionu rozpoczęto na przełomie 1918–1919. Otrzymał on nazwę okręgu generalnego, w którym powstał i kolejny numer porządkowy oznaczany cyfrą rzymską. Do batalionu wcielono żołnierzy starszych wiekiem i o słabszej kondycji fizycznej. Oficerowie i podoficerowie nie mieli większego doświadczenia bojowego. Batalion nie posiadał broni ciężkiej, a broń indywidualną żołnierzy stanowiły stare karabiny różnych wzorów z niewielką ilością amunicji.
We wrześniu 1919 dowództwo batalionu Stacjonowało w Grodnie. Wiosną 1920 batalion podlegał Dowództwu Okręgu Etapowego „Mołodeczno”.
W lipcu batalion pełnił służbę garnizonową w Białymstoku. Po jego opuszczeniu, będąc w podporządkowaniu 10 Dywizji Piechoty gen. Lucjana Żeligowskiego, walczył przez kilka dni w obronie linii Narwi i poniósł duże straty. 29 lipca liczył w stanie bojowym 2 oficerów i 58 podoficerów i szeregowców.
W lutym 1921 bataliony etapowe przejęły ochronę granicy polsko-rosyjskiej. Początkowo pełniły ją na linii kordonowej, a w maju zostały przesunięte bezpośrednio na linię graniczną z zadaniem zamknięcia wszystkich dróg, przejść i mostów. W 1921 bataliony etapowe ochraniające granicę przekształcono w bataliony celne.
IV Krakowski batalion etapowy wspólnie z II Krakowskim batalionem etapowym utworzyły 31 batalion celny.

## Służba etapowa
Celem zwolnienia wojsk liniowych ze służby kordonowej i szczelniejszego zamknięcia granicy państwa, w marcu 1921 Ministerstwo Spraw Wojskowych zarządziło obsadzenie Kordonu Naczelnego Dowództwa WP przez Bataliony Etapowe. IV Krbe przejął od I/11 pp odcinek granicy od m. Woronówka do Karpiłówki. Dowództwo rozmieściło się w m. Czubel (ew. Tyczno). Z końcem miesiąca Dowództwo Wołyńskiej Inspekcji Etapowej sprecyzowało zadanie i nakazało batalionowi obsadzić granicę od Noronoski do Klesowa. W kwietniu 1921 uległa zmianie granica kordonowa. Batalion przesunął się w kierunku wschodnim na linię Bleżowo – Woronówka. Dowództwo batalionu miało przemieścić się do Rokitna.

## Dowódcy batalionu
- mjr Biskupski (był X 1920)[13]
- mjr piech. Zygmunt Wiktor Parfanowicz[a] (VI 1921[15] → dowódca 31 baonu celnego)